# كأس نيوزيلندا 1950
كأس نيوزيلندا 1950 (بالإنجليزية: 1950 Chatham Cup)‏ هو موسم من كأس نيوزيلندا. فاز فيه Three Kings United ‏.